# Björn Wolle
Björn Klaus Rudolf Wolle (* 22. März 1963 in Mannheim) ist ein deutscher Physiker, Wirtschaftsinformatiker und Hochschullehrer. Seine Spezialgebiete sind die Plasmaphysik und das Risikomanagement.

## Leben
Nach dem Abschluss des Abiturs am Englischen Institut Heidelberg 1982 studierte Wolle Physik an der Universität Heidelberg und promovierte dort 1990 zur Interpretation von Neutronenraten-Messungen für Fusionsplasmen mit Deuterium-Injektion. Daraufhin war er  bis 1994 ebenfalls an der Universität Heidelberg wissenschaftlicher Mitarbeiter. Er war von 1994 bis 1997 zu Forschungsarbeiten am JET-Laboratorium in Culham (Großbritannien) tätig.
1997 habilitierte sich Wolle an der Universität Heidelberg. Bis 1999 forschte er auf dem Gebiet der Neutronendiagnostik am Stellaratorexperiment Wendelstein 7-AS des Max-Planck-Instituts für Plasmaphysik in Garching bei München. Er erhielt Lehraufträge an der Universität Heidelberg, der Hochschule Furtwangen (2003–2004) und an der Universität Koblenz-Landau. Von 2004 bis 2015 arbeitete Wolle als IT-Projektleiter und Risikomanager bei der Debeka. 2012 habilitierte er sich an der Universität Koblenz-Landau um, an der er seit November 2015 außerplanmäßiger Professor ist. Von Juli 2017 bis September 2021 war er Leiter des Test- und Transition-to-Production-Management beim Flughafen München.

## Privates
Björn Wolle besitzt den 7. Dan im Kickboxen der World Kickboxing League, den 7. Dan im Taekwondo der International Taekwon-Do Federation und den 2. Dan im Karate der World Union of Karate Do Organisations.

## Schriften (Auswahl)

### Monografien
- Interpretation von Neutronenraten-Messungen für Fusionsplasmen mit Deuterium-Injektion. Dissertation. Universität Heidelberg, 1990, DNB 911101969.
- Numerical simulation of measured neutron signals for plasma diagnostics on tokamaks. Max-Planck-Institut für Plasmaphysik, Garching bei München 1997, DNB 951577972.
- Grundlagen des Software-Marketing. Von der Softwareentwicklung zum nachhaltigen Markterfolg. Springer-Vieweg, Wiesbaden 2005, ISBN 978-3-528-05893-7.
- Risikomanagementsysteme in Versicherungsunternehmen. Von regulatorischen Vorgaben zum nachhaltigen Risikomanagement. Springer-Vieweg, Wiesbaden 2014, ISBN 978-3-8348-1910-9.

### Artikel
- Tokamak plasma diagnostics based on measured neutron signals. In: Physics Reports. Band 312, Nr. 1–2, 1999, S. 1–86.
- mit G. Beikert, T. Baloui: Refined Monte Carlo modelling of fusion neutron emission in magnetically confined plasmas. In: Computer Physics Communications. Band 123, Nr. 1–3, 1999, ISSN 0010-4655, S. 46–55, doi:10.1016/S0010-4655(99)00262-3.
- Die Integration von CICS-Anwendungen in E-Business-Lösungen. In: Wirtschaftsinformatik. Band 44, Nr. 4, 2002, ISSN 0937-6429, S. 325–333.
- mit V. Müller: Prozessorientiertes IT-Qualitätsmanagement. In: R. Zarnekow, W. Brenner, H. H. Grohmann (Hrsg.): Informationsmanagement. dpunkt, Heidelberg 2004, ISBN 978-3-89864-278-1, S. 251–263.